# Segretario degli Affari dei Veterani degli Stati Uniti d'America
Il Segretario degli Affari dei Veterani degli Stati Uniti d'America (in inglese: United States secretary of veterans affairs) è il ministro a capo del Dipartimento degli Affari dei Veterani degli Stati Uniti d'America ed il responsabile di tutte le materie concernenti i reduci delle Forze armate statunitensi. Il segretario fa parte del gabinetto presidenziale, ed è il diciassettesimo nella linea di successione al Presidente. Tutti i segretari nominati fino a tutto il 2008 hanno fatto parte delle forze armate statunitensi, sebbene questo non sia un requisito formale per diventare segretario.
Il segretario viene nominato dal presidente e, come ogni altro segretario del governo, deve essere prima confermato dal Senato per poter entrare ufficialmente in carica.
Il segretario degli Affari dei Veterani venne creato, insieme al dipartimento omonimo, nel 1988 dal presidente Ronald Reagan.

## Elenco dei Segretari degli Affari dei Veterani
Partiti
  Nessun partito
  Democratico
  Repubblicano
Status
     Segretario facente funzioni
| No. | Immagine      | Nome                                   | Stato di residenza       | Mandato           | Mandato           | Presidente | Presidente        |
| No. | Immagine      | Nome                                   | Stato di residenza       | Inizio            | Fine              | Presidente | Presidente        |
| --- | ------------- | -------------------------------------- | ------------------------ | ----------------- | ----------------- | ---------- | ----------------- |
| 1   |               | Ed Derwinski                           | Illinois                 | 15 marzo 1989     | 26 settembre 1992 |            | George H. W. Bush |
| –   |               | Anthony Principi (facente funzioni)    | California               | 26 settembre 1992 | 20 gennaio 1993   |            | George H. W. Bush |
| 2   |               | Jesse Brown                            | Illinois                 | 22 gennaio 1993   | 1º luglio 1997    |            | Bill Clinton      |
| –   |               | Hershel W. Gober (facente funzioni)    | Arkansas                 | 1º luglio 1997    | 2 gennaio 1998    |            | Bill Clinton      |
| 3   |               | Togo D. West, Jr.                      | Distretto della Columbia | 2 gennaio 1998    | 5 maggio 1998     |            | Bill Clinton      |
| 3   | 5 maggio 1998 | Togo D. West, Jr.                      | Distretto della Columbia | 25 luglio 2000    |                   |            | Bill Clinton      |
| –   |               | Hershel W. Gober (facente funzioni)    | Arkansas                 | 25 luglio 2000    | 20 gennaio 2001   |            | Bill Clinton      |
| 4   |               | Anthony Principi                       | California               | 23 gennaio 2001   | 26 gennaio 2005   |            | George W. Bush    |
| 5   |               | Jim Nicholson, Colonnello, USA (Ret.)  | Colorado                 | 26 gennaio 2005   | 1º ottobre 2007   |            | George W. Bush    |
| –   |               | Gordon H. Mansfield (facente funzioni) | Florida                  | 1º ottobre 2007   | 20 dicembre 2007  |            | George W. Bush    |
| 6   |               | James B. Peake, Lt.Gen., USA (Ret.)    | Distretto della Columbia | 20 dicembre 2007  | 20 gennaio 2009   |            | George W. Bush    |
| 7   |               | Eric Shinseki, Generale, USA (Ret.)    | Hawaii                   | 20 gennaio 2009   | 30 maggio 2014    |            | Barack Obama      |
| –   |               | Sloan D. Gibson (facente funzioni)     | Alabama                  | 30 maggio 2014    | 30 luglio 2014    |            | Barack Obama      |
| 8   |               | Robert McDonald, Capitano, USA         | Ohio                     | 30 luglio 2014    | 20 gennaio 2017   |            | Barack Obama      |
| –   |               | Robert Snyder (facente funzioni)       | Virginia Occidentale     | 20 gennaio 2017   | 13 febbraio 2017  |            | Donald Trump      |
| 9   |               | David Shulkin                          | Pennsylvania             | 13 febbraio 2017  | 28 marzo 2018     |            | Donald Trump      |
| –   |               | Robert Wilkie (facente funzioni)       | Carolina del Nord        | 28 marzo 2018     | 29 maggio 2018    |            | Donald Trump      |
| –   |               | Peter O'Rourke (facente funzioni)      | Virginia                 | 29 maggio 2018    | 30 luglio 2018    |            | Donald Trump      |
| 10  |               | Robert Wilkie                          | Carolina del Nord        | 30 luglio 2018    | 20 gennaio 2021   |            | Donald Trump      |
| –   |               | Dat Tran (facente funzioni)            | Ohio                     | 20 gennaio 2021   | 9 febbraio 2021   |            | Joe Biden         |
| 11  |               | Denis McDonough                        | Minnesota                | 9 febbraio 2021   | 20 gennaio 2025   |            | Joe Biden         |
| –   |               | Todd Hunter (facente funzioni)         | -                        | 20 gennaio 2025   | 5 febbraio 2025   |            | Donald Trump      |
| 12  |               | Doug Collins                           | Georgia                  | 5 febbraio 2025   | in carica         |            | Donald Trump      |